# Jorge Serrano (músico)
Jorge Aníbal Serrano (Los Ángeles, California; 8 de diciembre de 1961), conocido como Perro Viejo, es un músico de rock argentino, nacido en Estados Unidos. Pertenece al grupo Los Auténticos Decadentes desde sus inicios en 1986. También fue miembro fundador de la banda Todos Tus Muertos.

## Biografía
Nació en Los Ángeles, Estados Unidos, en 1961, cuando sus padres vivieron un tiempo allí, previo a su regreso a  Argentina.
Es uno de los miembros fundadores de la banda Los Auténticos Decadentes. En 1987 la banda editó su primer disco y desde entonces sigue en ella como guitarrista, cantante y uno de sus autores principales, con temas como "Loco (Tu forma de ser)", "Vení Raquel", "La guitarra", "Corazón", "Cómo me voy a olvidar", "Diosa", "La marca de la gorra", "El jorobadito", "Sigue tu camino", "No puedo" y "Un osito de peluche de Taiwan", entre otros.
También ha cantado con otros artistas como No Te Va Gustar, Julieta Venegas, Fernando Ruiz Díaz, Kapanga, Los Caligaris y Percance.

## Colaboraciones
- En 1997 grabó "Sin piedad", un tema de su autoría, a dúo con Valeria Lynch, quien lo incluyó en su álbum De regreso al amor.
- En 2005 colaboró con la banda argentina Los Caligaris grabando el sencillo "Quereme así", canción compuesta por Valentín Scagliola e incluida en el álbum Chanchos amigos.
- En 2006 participó del tema "Ella dijo" del grupo Estelares, incluido en su álbum Sistema nervioso central.
- En 2007 participó de la canción "Ningún Caribe", incluida en el álbum Paseo en Menta del grupo argentino Juan Rosasco en Banda.
- En 2007 colaboró con la primera voz en la segunda estrofa de la canción "El Nono", que está incluida en el disco Estamos todos en la trampa de la agrupación chilena Guachupé. El tema está inspirado en un tradicional roquero argentino que había fallecido.
- En 2009, sin abandonar la banda, editó su primer álbum solista llamado Alamut, el corte de difusión fue el tema "Fósforo".[2]
- En 2010 Javier Calamaro lo llamó para interpretar "Loco (tu forma de ser)", para el disco Este minuto.
- En 2011 participó del tema "Sin tu amor", del grupo Sponsors, incluido en el álbum A todo trapo, y en la canción "Nadie tiene la culpa" de Juan Absatz.
- Además, en 2011 colaboró en "Mountain Bike", canción de Las Manos de Filippi.
- También en 2011 prestó su voz para la canción "Vitalidad" del grupo Ser, incluida en su álbum Aterrizar.
- En 2012 participó junto con Fernando Ruiz Díaz de la canción "Amor sofisticado", perteneciente al álbum Fábulas de la locura, de la banda Zumbadores.[3][4]
- Además, hizo su participación en el sencillo "Religión pagana" del álbum El calor del pleno invierno de No Te Va Gustar.
- En 2014 interpretó la canción "Como saber" junto a la banda costarricense Percance.
- En 2015 participó junto con la artista Sol Pereyra en la grabación del tema "Loca", del álbum Tirame agua.
- En 2015 cantó "Escápate de mí", junto con la banda peruana Barrio Calavera, para el álbum Kumbiamerikan Rockers
- En 2016 participó junto a Los Bolitas en la grabación de su primer disco De Bolas, cantando el tema "La pícara".
- En 2018 participó de una versión especial de "Un Osito de Peluche de Taiwan" junto a Marina Wil.[5]
- En 2019 participó en la grabación de "Mi partida", del disco Lo que somos de la banda platense Cruzando el charco.
- En 2019 participó en la canción "Las Flores" junto a Benjamín Amadeo.
- En 2019 colaboró en la canción "UFA!" de la banda punk argentina Los Bombarderos para su cuarto disco Imparables (canciones de próstata).
- En 2022 coloboró en la canción "Día de sol" de la banda punk - celta Mala Suerte para su disco de regreso Estallando bares.
- En 2022 colaboró en la canción "Ya será" con Manuela Martínez.
- En 2023 colaboró en la canción "Vinilo" con Los Maniquíes y Mariano Manigot.
- En 2024 colaboró en la canción "Motivo Real" con Chico Trujillo.